# Serge Martin (linguiste)
Pour les articles homonymes, voir Martin et Serge Martin.
Serge Martin, également connu sous le nom de plume de Serge Ritman, né le 29 septembre 1954 à Cholet (Maine-et-Loire) et mort le 17 février 2024 à Poitiers (Vienne), est un professeur de lettres universitaire et poète français. Essayiste, il a publié 12 essais et plus de 300 articles.

## Biographie
Serge Martin naît à Cholet le 29 septembre 1954. Il a été employé à la Poste, instituteur puis formateur d'enseignants à l'IUFM de Versailles. Il enseigne l'anthropologie du langage et la littérature contemporaine de langue française appliquée à l'enseignement de la langue française aux publics non-francophones au département Didactique du Français Langue Étrangère de l'Université Sorbonne Nouvelle de 2013 à 2018, après avoir été Maître de Conférences à l'Université de Caen. Son enseignement porte plus précisément sur la poésie contemporaine et la littérature pour la jeunesse. Il est l’auteur de plus de trois cents articles dans des revues de critique littéraire et de didactique.
Il est membre du comité de rédaction et chroniqueur poésie de la revue Le Français aujourd'hui de 1989 à 2010 et a été membre du secrétariat national de l'Association française des enseignants de français.
Dans le domaine de l'édition, il anime la revue Résonance générale (éditions de l'atelier du grand tétras) avec Laurent Mourey et Philippe Païni et est membre du comité d'entretien de la revue Triages des éditions Tarabuste.

### Thèmes de recherche
Parmi ses thèmes de recherche, Serge Martin a travaillé sur des œuvres poétiques, dont celles de Ghérasim Luca, Henri Meschonnic ou Bernard Noël, sur le langage,, et sur la « poétique et anthropologie de la voix et de la relation ».

### Poète
Outre son activité d’enseignant, Serge Martin est aussi poète sous le pseudonyme de Serge Ritman. Ses œuvres sont publiées principalement aux éditions Tarabuste. Il participe également à de nombreux ouvrages d'artistes, notamment avec le peintre-poète Georges Badin et l'artiste peintre Colette Deblé.
Il est poète sous le nom de plume de Serge Ritman (15 recueils publiés, nombreuses participations à des revues et plusieurs livres d'artistes en collaboration).
Il est formateur d'enseignants à l’IUFM de Versailles. Il est également membre du comité de rédaction et chroniqueur poésie de la revue Le Français aujourd'hui de 1989 à 2010, et est membre du secrétariat national de l'Association française des enseignants de français.
Il anime la revue Résonance générale (éditions de l'atelier du grand tétras) avec Laurent Mourey et Philippe Païni. Il est membre du comité d'entretien de la revue Triages (éditions Tarabuste).
Il enseigne l'anthropologie du langage et la littérature de la fin du XXe siècle et du XXIe siècle, plus précisément la poésie contemporaine et la littérature pour la jeunesse sous l'angle de la voix et de la relation qui constituent ses domaines de recherche.
Ses enseignements prennent place dans le cadre d'une didactique des langues et des cultures au sein du département de français langue étrangère dans lequel il est responsable des M2. Il est directeur de recherche dans les écoles doctorales 268 (langage et langues : description, théorisation, transmission) et 120 (littérature française et comparée) et y anime en 2020, avec Jean-Louis Chiss, le séminaire doctoral « Rythme et théorie du langage » après avoir animé avec lui : « Penser/enseigner le sens du langage » et avec Cécile Leguy le séminaire doctoral « Voix et gestes: une anthropologie des arts du langage ». Il est responsable de plusieurs carnets de recherche sur la plate-forme hypothèse.org. dont Voix et relation.

## Publications
- Francis Ponge, Paris, Bertrand-Lacoste, coll. « Références », 1994.
- (avec Marie-Claire Martin) Les Poésies, l’école, préface de Bernard Noël, Paris, Presses universitaires de France, coll. « L’Éducateur », 1997.
- (avec Marie-Claire Martin) Les Poèmes à l’école, Une anthologie, Paris, Bertrand-Lacoste, coll. « Parcours didactiques à l’école », 1997.
- Les Contes à l’école, Paris, Bertrand-Lacoste, coll. « Parcours didactiques à l’école », 1997.
- La Poésie dans les soulèvements. Avec Bernard Vargaftig, Paris, L’Harmattan, coll. « Esthétiques », 2001.
- [Direction, introduction et contribution] Chercher les passages avec Daniel Delas, Paris, L’Harmattan, coll. « Sémantiques », 2003.
- [Direction et introduction] Avec Bernard Noël toute rencontre est l’énigme, La Rochelle, éd. Rumeur des âges, 2003.
- L’Amour en fragments. De la relation critique à la critique de la relation, Arras, Artois Presses Université, coll. « Manières de critiquer », 2004.
- [Direction, introduction et contribution] Ghérasim Luca passionnément, Saint-Benoît-du-Sault, éd. Tarabuste, coll. « Triages », 2005.
- [Direction, introduction avec Gérard Dessons et Pascal Michon et contribution] Henri Meschonnic, la pensée et le poème, Paris, In’Press, 2005.
- Langage et relation, Anthropologie de l’amour[9], Paris, L’Harmattan, coll. « Anthropologie du monde occidental », 2005.
- (avec Marie-Claire Martin) Quelle littérature pour la jeunesse ?, Paris, Klincksieck, coll. « 50 questions », 2009.
- [Direction, introduction et contribution], Émile Benveniste pour vivre langage, éditions L'Atelier du Grand Tétras, 2009.
- [Direction, introduction et contribution], Penser le langage Penser l’enseignement avec Henri Meschonnic, Mont-de-Laval : L’Atelier du Grand Tétras, coll. « Résonance générale. Essais pour la poétique », 2010.
- La Poésie à plusieurs voix. Rencontres avec trente poètes d’aujourd’hui, Paris, Armand Colin, coll. « Le Français aujourd’hui », 2010.
- [Direction, introduction et contribution], Ici et ailleurs avec François Place, Mont-de-Laval, L’Atelier du Grand Tétras, coll. « Résonance générale. Essais pour la poétique », 2012.
- Dédicaces poèmes vers Henri Meschonnic, Mont-de-Laval, L’Atelier du Grand Tétras, coll. « Résonance générale. Essais pour la poétique », 2012.
- Les Cahiers du Chemin (1967-1977) de Georges Lambrichs. Poétique d’une revue littéraire, Paris, Honoré Champion éditeur, 2013 [lire en ligne].
- Poétique de la voix en littérature de jeunesse Le racontage de la maternelle à l'université, Paris, L'Harmattan, coll. « Enfances et langages », 2014. [lire en ligne]
- Voix et relation Une poétique de l'art littéraire où tout se rattache, Taulignan, Marie Delarbre éditions, coll. « Théories », 2017. [lire en ligne]
- Ghérasim Luca, une voix inflammable, Saint Benoît du Sault, éditions Tarabuste, 2018, 236 p.
- Tourbillon d'être. Ghérasim Luca (livres, affiches, manuscrits, maquettes, cubomanies, dessins, œuvres en collaboration), textes de Serge Martin, catalogue par Michel Scognamillo, Paris, Métamorphoses, 2020, 208 p., 365 illustrations en couleurs - publié à l'occasion de l'exposition à la librairie Métamorphoses, 21 janvier - 23 février 2020.
- L’Impératif de la voix, de Paul Éluard à Jacques Ancet, Paris, Classiques Garnier, 2019, 323 pages. [lire en ligne]
- Rythmes amoureux. Corps, langage, poème, La Fresnaie-Fayel, Éditions Otrante, 2020, 411 pages. [lire en ligne] [lire en ligne]

### Direction de numéros de revue
- Europe n° 1069 (« James Sacré »), Paris, mai 2018.
- Europe no 1045 (« Ghérasim Luca »), Paris, mai 2016.
- (avec Florence Gaiotti), Strenae no 5 (« Les fables de la voix en littérature enfantine : actualités du Narrateur de Walter Benjamin »), automne 2013. [lire en ligne]
- Europe no 995 (« Henri Meschonnic »), Paris, mars 2012 (direction et coordination des 27 contributeurs, ouverture du numéro et rédaction des repères chronologiques et bibliographiques).
- Le Français aujourd’hui no 169 (« Enseigner la poésie avec les poèmes »), Paris : Armand Colin, juin 2010.
- (avec Francis Marcoin, Fabrice Thumerel), Les Cahiers Robinson no 27 (« À l’école Prévert »), Arras, Artois Presses Université, avril 2010.
- (avec B. Bonhomme et J. Moulin), Méthodes, revue de littératures française et comparée semestrielle, no 15 (« Avec les poèmes de Bernard Vargaftig. L’énigme du vivant »), Bandol, éditions Vallongues, printemps 2009
- (avec J. Roger), Le Français aujourd’hui, no 160 (« La critique pour quoi faire ? »), Paris, Armand Colin, mars 2008.
- Nu(e) no 37 (« Jacques Ancet »), Nice : éd. association des amis de la revue Nu(e), 2007.
- (avec P. Païni), Le Français aujourd’hui no 150 (« Voix, oralité de l’écriture »), Paris, Armand Colin, septembre 2005.
- (avec J. Roger), Le Français aujourd’hui n° 137 (« L'attention aux textes »), Paris, AFEF, avril 2002.
- Le Français aujourd’hui n° 114 (« Il y a poésie & poésie »), Paris, AFEF, juin 1996.
- Lecture jeune n° 73 ("Les adolescents, la poésie"), Paris, janvier 1995.
- (avec M. Le Bouffant), Le Français aujourd’hui n° 107 (« Questions de langue à l'école »), Paris, AFEF, septembre 1994.

### Ouvrages sous le pseudonyme de Serge Ritman
- Lavis l’infini(e) avec des lavis or et argent de Colette Deblé, éditions De, 1996.
- En Herbe avec des lavis de Maria Desmée, éditions Le Dé bleu, 1997.
- Rossignols & Rouges-gorges, éditions Tarabuste, 1999.
- À Jour avec des lavis de Ben-Ami Koller, éditions L’Amourier, 2000.
- Illyriques, éditions Voix-Richard Meier, 2000.
- Scènes de boucherie, éditions Rafael de Surtis, 2001.
- Ta Résonance, avec des lavis de Colette Deblé, éditions Océanes, 2003.
- De l’air, éditios l’épi de seigle, 2003.
- Ta Manière noire, avec des lavis de Laurence Maurel, éditions L’Attentive, 2004.
- Non mais ! avec des collages de Danielle Avezard, éditions Tarabuste, 2004.
- Ma Retenue, petits contes en rêve, avec des peintures de Ben-Ami Koller, éditions Comp'Act, 2005.
- « Correspondances et circonstances, Trois petits contes en lettres », dans Ciel nocturne, Douze poètes et nouvellistes bulgares et français, Paris/Caen, L’Inventaire, Association « Balkans-Transit », 2006 (ouvrage bilingue bulgare/français).
- Éclairs d’œil, avec des lavis de Laurence Maurel, éditions Tarabuste, 2007.
- À l’heure de tes naissances, avec des lavis de Laurence Maurel, éditions L’Atelier du Grand Tétras, 2007.
- Claire la nuit, éditions L’Atelier du Grand Tétras, 2011.
- Avec des yeux de bête énormes, avec des peintures de Georges Badin, éditions Centrifuges, 2012.
- Des Visages dans ta voix sortie d'usine , éditions Contre-allées, coll. « Poètes au potager », 2013.
- Tu pars, je vacille, éditions Tarabuste, 2015 [10],[11],[12]
- Ta Résonance, ma retenue, éditions Tarabuste, 2017.
- Dans ta voix, tous les visages disent je, éditions Tarabuste, 2021.
- Nos silences animaux, avec des dessins de Laurence Maurel, éditions Collodion, 2021.
- Inaccomplie, ta voix rougit la vie, éditions Tarabuste, 2024.

### Sitographie
- Voix et relation, sur hypotheses.org.
- Ta résonance, sur blogspot.com.
- Martin-Ritman bibliographie, sur blogspot.com.
- La littérature à l'école, sur hypotheses.org.